# Martin Bussert
Martin (Morten) Bussert (død efter 1552) var en stenhugger og kongelig bygmester i Danmark i 1500-tallets første halvdel. Hans efternavn ses også i varianterne Bossart eller Busshart.

## Biografi
Om Busserts ophav vides intet, men han var gift med en datter af Malmøs borgmester Hans Mikkelsen. Ved Christian 2.'s fordrivelse fra tronen og landflygtighed, fulgte Hans Mikkelsen den fordrevne konge. Svigersønnen Bussert, der fra 1523 var bosat i København, tilsluttede sig den nye konge Frederik 1. Denne sikrede Busserts gård i byen, mens hovedparten af svigerfamiliens ejendomme blev inddraget. I 1529 gav kongen ham yderligere livsbrev på Slangerup Kloster. Under urolighederne efter Frederik 1. forblev Bussert kongetro: han tilsluttede sig under Københavns belejring (1535-1536) det borgerparti, der ønskede forlig med Christian 3. Han forsøgte forgæves at få familiens inddragne gods tilbageleveret, men fik dog også under Christian 3. ret til at disponere over en del af ejendommene. Bussert nævnes sidste gang 2. december 1552, og han døde muligvis under pesten i København 1553. I hvert fald blev Slangerup Kloster dette år overdraget til sønnen Hans.

## Kongelig bygmester
Som kongelig bygmester fra begyndelsen af 1520'rne må Bussert have virket ved en række af de kongelige byggerier. Hans navn kan med sikkerhed kun forbindes med arbejder på Københavns Slot, Tøjhuset, det nye Aalborghus og et spir til Århus Domkirke. Endelig lavede han sammen med Jacob Binck 1550 udkastet til fæstningen Krempe. En væsentlig del af periodens betydelige værker er formentlig fejlagtigt henført til Bussert. Således har det været foreslået, at han skulle have skabt den herregårdstype, der betegnede renæssancens gennembrud i Danmark. Som Hesselagergård. Mesteren for disse bygningsværker antages i dag snarere at være Jacob Binck, men et samarbejde mellem de to kunstnere som ved Krempe, kan ikke afvises.

## Stenhugger
Bussert omtales i de tidlige dokumenter som stenhugger. Et relief af Christian 2.'s dronning Elisabeth (før 1523) på en bislagssten fra Københavns Slot, nu i Nationalmuseet, er foreslået udført af den unge Bussert. Denne tilskrivning og fragmentet af Busserts egen gravsten, der blev fundet i 1914, førte til et forslag om, at Bussert havde været knyttet til Claus Bergs værksted. Francis Beckett foreslog på grundlag af et brev fra Henrik Nielsen Rosenkrantz til Anders Bentsen Bille dateret Gotland 23. marts 1534, der anbefalede at lade Bussert lave tegninger til ligsten, at han skulle være mester for nogle sten, der var udført for disse to familier. Christian Axel Jensen foreslog derimod, at Bussert var identisk med en anonym mester, Absalonmesteren, efter stenen over Absalon fra 1536 i Sorø Klosterkirke. Sandsynligheden taler dog snarere for, at en række af Absalonmesterens bedste værker, som er udført af en kunstner med tilknytning både til Christian 3. og til kansler Johan Friis, ligegeledes skal henføres til Jacob Binck. Dels fordi denne opholdt sig her i landet, da stenene blev udført, dels fordi dekorative detaljer på stenene svarer til detaljer på Christian 3.'s segl af Binck.

## Værker
- Arbejder ved Københavns Slot (1542)
- Egen gravsten (1544 oprindelig i Nikolaj Kirke. Et bevaret fragment i Københavns Bymuseum.)
- Arbejder ved Aalborghus Slot (1547)
- Tøjhus ved Københavns Slot (1550)
- Sammen med Jacob Binck: udkast til fæstningen Krempe i Holsten (1550,
- Spir til vesttårnet, Århus Domkirke (betalt 1552).